# 一葵さやか
一葵 さやか（いつき さやか、11月9日 - ）は、日本の女性漫画家。栃木県日光市出身在住。
小さい頃から絵を書くのが好きで、中学生のときに漫画家を志望し、栃木県立鹿沼東高等学校在学中に独学で学び、出版社の新人賞へ応募していた。高校卒業後にプロ漫画家として活動。とちぎテレビオリジナルご当地キャラ『まろに☆えーる』のキャラクターデザイン担当など、栃木県に関する仕事を多く手がけている。漫画のネタは「自ら体験したことや人に聞いた話が中心だが、ネタ探しの取材もする」。
日光観光大使、下野市の輝けエール大使、栃木県のとちぎ未来大使にも任命・委嘱されている。

## 来歴
- 2017年
  - 8月 - 日光観光大使に任命される[3]。
  - 11月23日 - サンシャインシティで開催の「近くて便利!いばらき・とちぎ・ぐんま展」に日光観光大使として登壇しトーク[5]。
- 2018年
  - 1月10日 - 下野市の輝け下野エール大使に任命される[6]。
  - 4月 - 4月8日に告示、4月15日に投開票の日光市長選挙および日光市議会議員選挙の、選挙啓発ポスターと投票済証明書のデザインを手がけた[7]。
  - 4月26日 - 栃木県のとちぎ未来大使に委嘱された[2]。
- 2021年3月12日 - Twitterにて結婚していたこと、出産したことを公表。

## 作品リスト
- 『新世紀エヴァンゲリオン 綾波育成計画withアスカ補完計画 4コマ漫画劇場』スクウェア・エニックス、全2巻 - 葵さやか名義。
- 『コスちゅ！』一迅社〈IDコミックス〉全3巻（『まんが4コマぱれっと』連載） - コスプレを題材とした4コマ漫画。
  1. 2009年1月22日発売[8]、ISBN 978-4-7580-8026-2
  2. 2010年5月22日発売[9]、ISBN 978-4-7580-8080-4
  3. 2011年3月25日発売[10]、ISBN 978-4-7580-8116-0
- 『ドリームクラブ ディア・ガールズ』エンターブレイン〈ファミ通クリアコミックス〉全3巻（原作：ディースリー・パブリッシャー、『ファミ通コミッククリア』連載） - ゲーム『ドリームクラブ』シリーズのスピンオフ漫画。
  1. 2010年5月15日発売[11]、ISBN 978-4-04-726515-8
  2. 2010年11月15日発売[12]、ISBN 978-4-04-726860-9
  3. 2011年6月15日発売[13]、ISBN 978-4-04-727325-2
- ときめき プリーズ通信（『ファミ通コミッククリア』連載） - 台湾セブン-イレブンのイメージキャラクター「OPENちゃん」のスピンオフ漫画。
- 『俺の脳内選択肢が、学園ラブコメを全力で邪魔している』KADOKAWA（旧エンターブレイン）〈ファミ通クリアコミックス〉全5巻（原作：春日部タケル、『ファミ通コミッククリア』連載） - 同名ライトノベルのコミカライズ。
- 『ススメ!栃木部』KADOKAWA〈ファミ通クリアコミックス〉全4巻（『コミッククリア』2015年12月18日[14] - 2018年6月22日）
東京出身だが、親の都合で日本全国を転々としてきた宮本真都が、栃木県日光市のある私立高校に転入してくる。この学校には「栃木魅力向上部」通称「栃木部」という栃木の魅力をアピールする部活動があった。真都は部員不足で廃部の危機にある栃木部にあの手この手で栃木の魅力をアピールされ勧誘される[15]。
- 『まろに☆え〜る』KADOKAWA〈電撃コミックスNEXT〉、2017年11月15日発売[16][17]、ISBN 978-4-04-893438-1
- 『メンタルモデル・リサーチ』少年画報社〈ヤングキングコミックス〉全2巻（『月刊ヤングキングアワーズGH』2019年3月号[18] - 2020年3月号[19]）
  1. 2019年10月1日発売[20][21]、ISBN 978-4-7859-65297
  2. 2020年6月1日発売[22]、ISBN 978-4-7859-6686-7
- 『いろはドライブ』少年画報社〈ヤングキングコミックス〉全4巻（『ヤングキングアワーズ』2022年7月号[23] - 2025年1月号[24]）
  1. 2023年1月30日発売[25][26]、ISBN 978-4-7859-7317-9
  2. 2023年9月28日発売[27]、ISBN 978-4-7859-7494-7
  3. 2024年4月30日発売[28]、ISBN 978-4-7859-7650-7
  4. 2025年1月30日発売[29]、ISBN 978-4-7859-7860-0